# Perry (Michigan)
Pour les articles homonymes, voir Perry.
Perry est une ville du comté de Shiawassee, dans l'État du Michigan, aux États-Unis. En 2020, sa population était de 2 091 habitants.